# Вегаейн
Вегаеян, або архіпелаг Вега (норв. Vegaøyan) розміщений у фюльке Нурланн, неподалік від Полярного кола. Архіпелаг внесений у список Світової спадщини ЮНЕСКО із 2004 року.

## Географія
Головний острів архипелагу, острів Вега, оточений групою малих островів, у кількості 6500 островіі як великих, середніх та малих розмірів. Загальна площа архіпелагу — 103,7 тис. га, включаючи 6,9 тис. га суші.
Археологічні знахідки свідчать про те, що ці місця були заселені ще з часів кам'яної доби.
Люди які населяли цю місцевість протягом 1500 років, займалися сільським господарством і ловлею риби. Також вони причетні до створення неповторного культурного ландшафту. В IX столітті жителі островів займалися доставленням гагиного пуху, який давав близько третини всіх доходів.
Добратися на архіпелаг у наші дні можна на пароплаві чи на швидкісному катері з Бреннейсунн (норв. Brønnøysund).

## Галерея
Пейзажі Архіпелагу

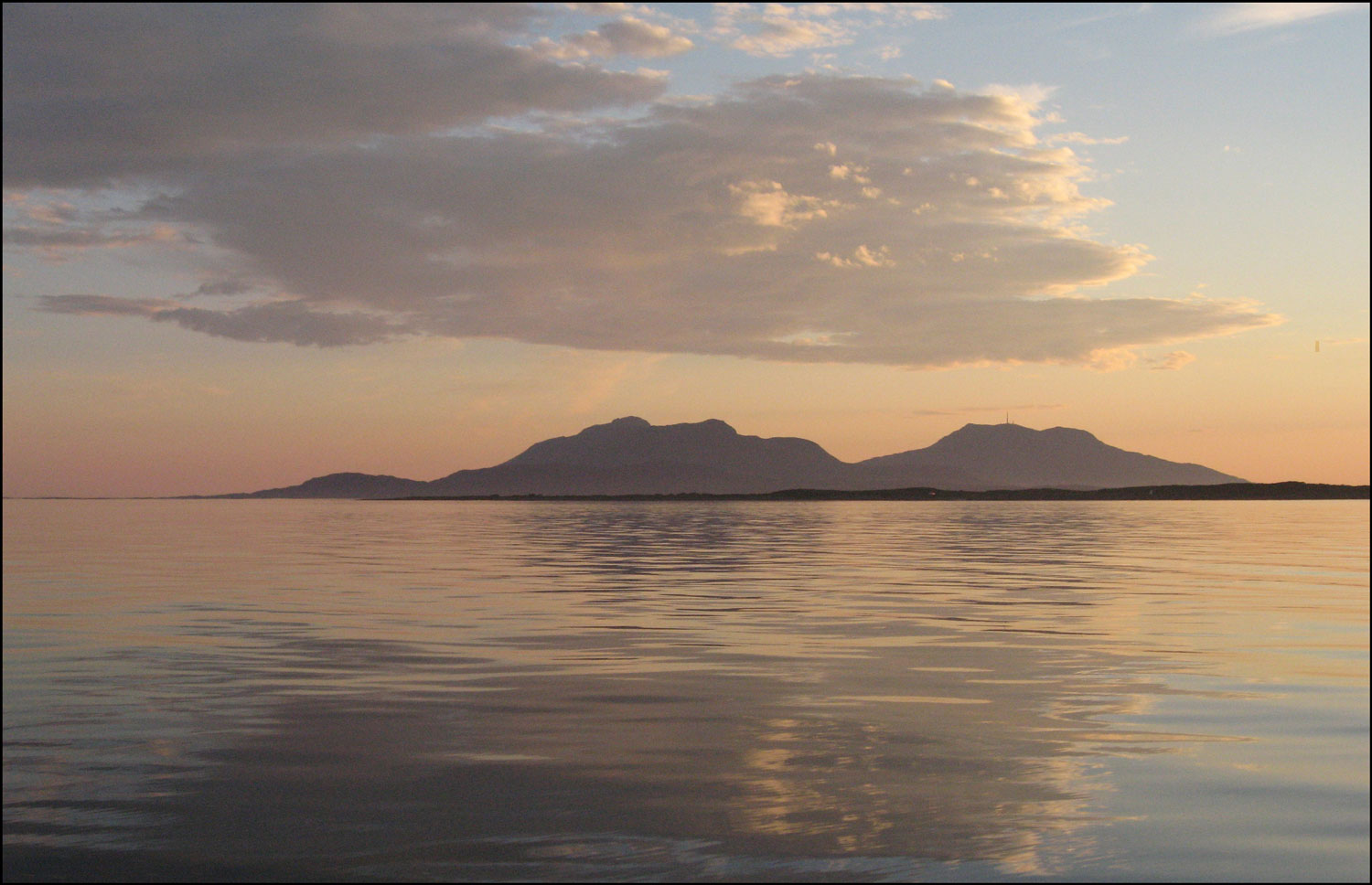
Вид на головний острів
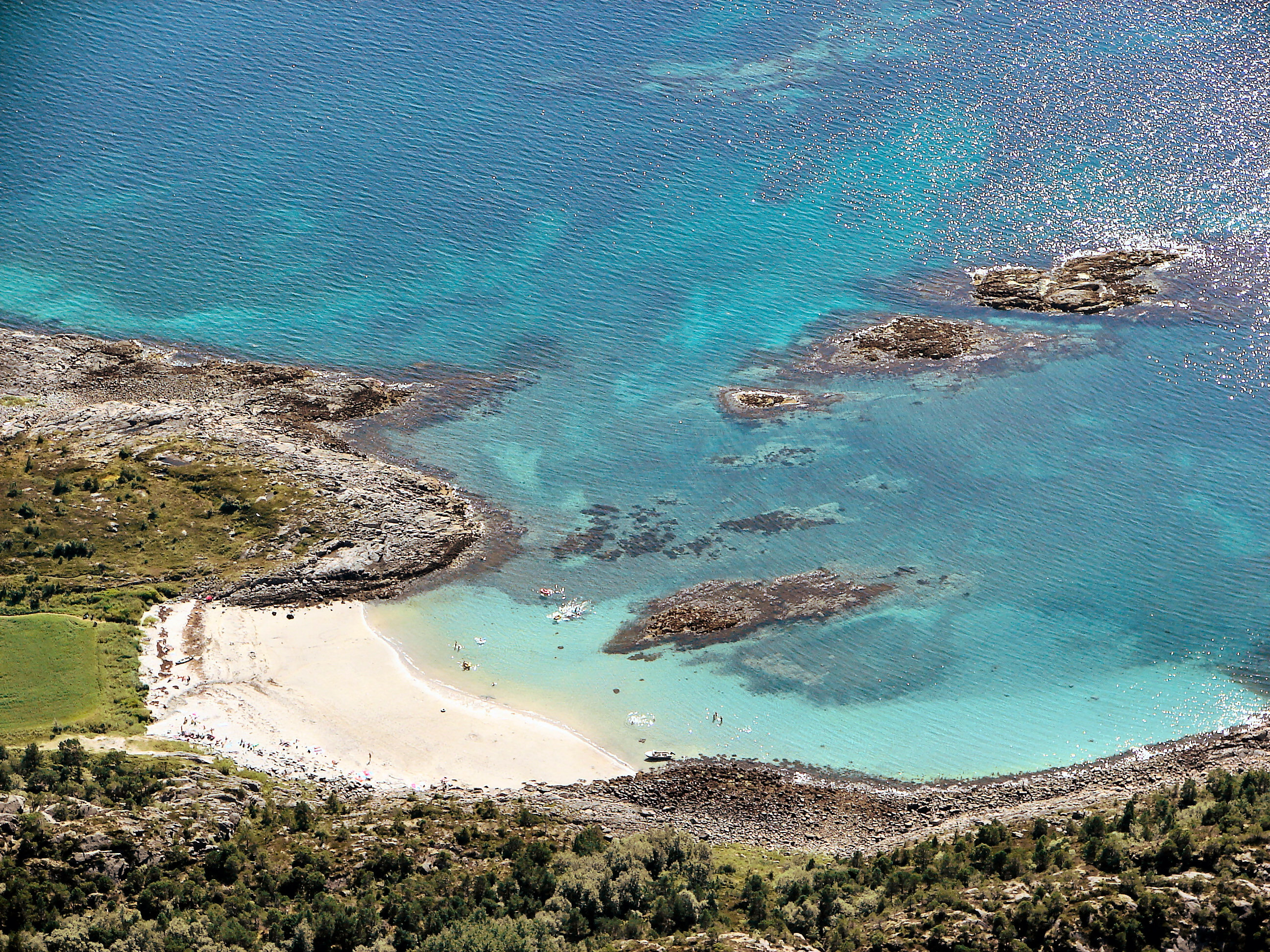
пляж Eidem на о.Вега
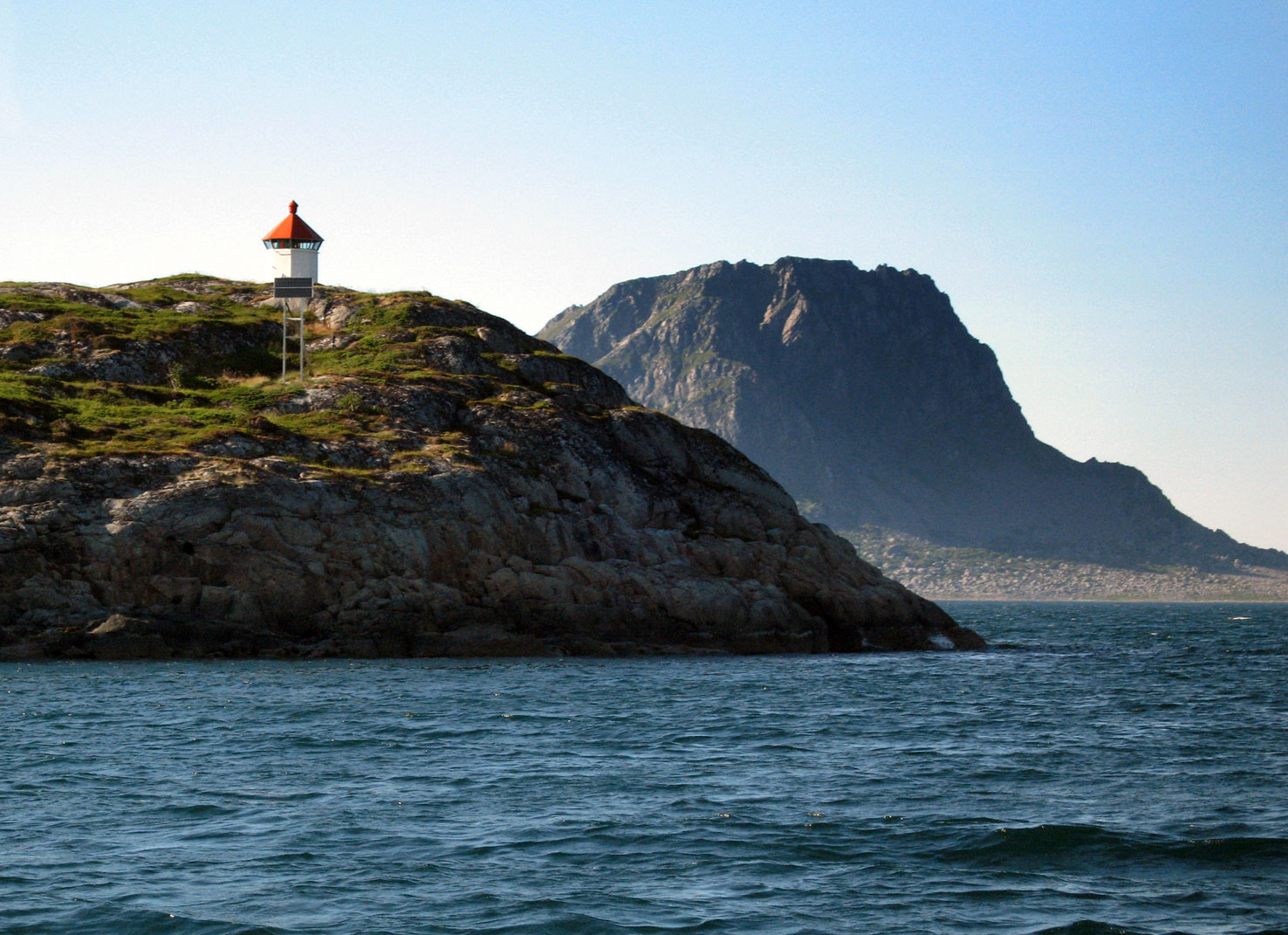
Острів Søla